# آمیردولات آماسیاتسی
آمیردولات آماسیاتسی (ارمنی: Ամիրդովլաթ Ամասիացի؛ زادهٔ حدود ۱۴۲۰ – درگذشته ۸ دسامبر ۱۴۹۶) پزشک و نویسنده سده پانزدهم اهل ارمنستان بود.

## زندگی
وی در حدود ۱۴۲۰ (۱۴۲۵) در آماسیه به دنیا آمد و از فارغ‌التحصیل شد. وی همچنین برندهٔ جوایزی همچون شده‌است. وی در ۸ دسامبر ۱۴۹۶ در بورسا درگذشت.